# Épinal
Épinal este un oraș în Franța, prefectura departamentului Vosges, în regiunea Lorena, pe râul Mosel. Are o populație de 38.000 locuitori. 

La sfârșitul secolului al XVII-lea, Jean Charles Pellerin a creat "imaginea de Epinal" și în prezent, orașul este un centru important în producția de imagerie.

## Personalități marcante
- Philippe Séguin
- Émile Durkheim

## Orașe înfrățite
- Loughborough, Anglia